# Powiat radziechowski (II Rzeczpospolita)
Powiat radziechowski – powiat województwa tarnopolskiego II Rzeczypospolitej. Jego siedzibą było miasto Radziechów. 
1 lipca 1925 od powiatu radziechowskiego odłączono gminy jednostkowe Ruda Brodzka, Monastyrek Brodzki, Stanisławczyk i Bordulaki, włączając je do powiatu brodzkiego.

## Gminy wiejskie w 1934 r.
1 sierpnia 1934 r. dokonano nowego podziału powiatu na gminy wiejskie.
- gmina Chołojów
- gmina Laszków
- gmina Ohladów
- gmina Radziechów
- gmina Sieńków
- gmina Stojanów
- gmina Szczurowice
- gmina Toporów
- gmina Witków Nowy

## Miasta
- Radziechów
- Łopatyn

## Starosta
- Marian Słoński (kierownik od 1925 starosta)[3]
- Bronisław Michalski (-1939)[4][5]